# ريكي بولدينغ
ريكي بولدينغ (بالإنجليزية: Rickey Paulding)‏ مواليد 23 أكتوبر 1982 في ديترويت، هو لاعب كرة سلة أمريكي. بدأ مسيرته الاحترافية في سنة 2004. تم اختياره من قبل فريق ديترويت بيستونز خلال الدرافت. يلعب مع فريق إي دبليو إي باسكتس أولدنبورغ في الدوري الألماني لكرة السلة. يحمل الرقم 23. لعب كرة السلة الجامعية في جامعة ميسوري.

## المسيرة الاحترافية
لعب مع أسفيل باسكت في الدوري الفرنسي في موسم 2005–2006، ثم لعب مع بي سي إم جرافيلين في موسم 2006–2007، ثم لعب مع إي دبليو إي باسكتس أولدنبورغ في الدوري الألماني في سنة 2007.

## روابط خارجية
- ريكي بولدينغ على موقع الدوري الأوروبي لكرة السلة (الإنجليزية)
- ريكي بولدينغ على موقع سبورتس رفرنس (الإنجليزية)
- ريكي بولدينغ على موقع كرة السلة الأوروبية.كوم (الإنجليزية)
- ريكي بولدينغ على موقع كلية كرة السلة في سبورتس رفرنس.كوم (الإنجليزية)
- ريكي بولدينغ على موقع ريلجم (الإنجليزية)
- ريكي بولدينغ على موقع بروبوليرز (الإنجليزية)
- ريكي بولدينغ على موقع سبورتس رفرنس (الإنجليزية)